# Melville Castle

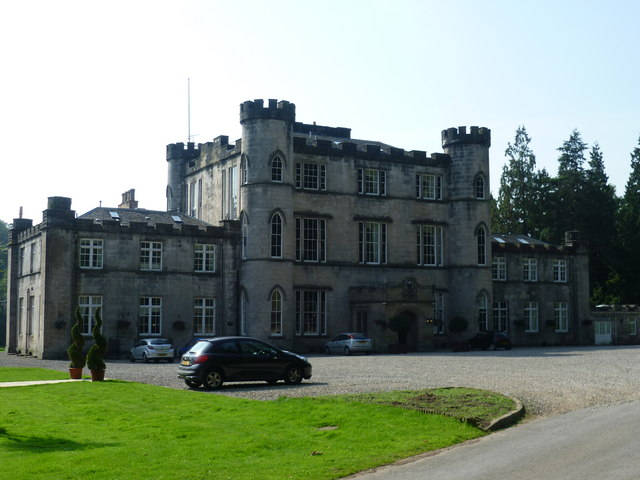
Melville Castle

Melville Castle ist ein dreistöckiges neugotisches Herrenhaus. Es befindet sich ungefähr 2 Kilometer südwestlich von Dalkeith, Midlothian, in Schottland, nahe dem Fluss North Esk. 
Ein früherer Wohnturm an gleicher Stelle wurde abgerissen, um dem jetzigen Gebäude Platz zu machen. Erbaut wurde Melville Castle zwischen 1786 und 1791 durch James Playfair für Henry Dundas, 1. Viscount Melville.
Der ursprüngliche Wohnturm gehörte der Familie Melville, bevor es im 14. Jahrhundert in den Besitz von Sir John Ross überging. Gebäude und Land wechselten später verschiedentlich den Besitzer, bevor sie 1705 an David Rennie verkauft wurden. Durch die Heirat seiner Tochter kam es in den Besitz von Henry Dundas.
Das Gebäude stand ab den 1980er Jahren leer, wurde später aber (wieder) als Hotel restauriert. 